# Unity Tour
Unity Tour – pierwsza trasa koncertowa braci Jacksonów: Jackiego, Tito, Jermaine i Marlona w Stanach Zjednoczonych od prawie trzech dekad. Pierwsza trasa koncertowa braci Jacksonów bez udziału Michaela, który zmarł w czerwcu 2009 roku. Była to również pierwsza trasa bez Randy’ego Jacksona. Rozpoczęła się 20 czerwca 2012 roku a zakończyła 27 lipca 2013 roku.

## Lista utworów
1. „Can You Feel It”
2. „Blame It on the Boogie”
3. „I Wanna Be Where You Are” (z Got to Be There Michaela Jacksona)
4. „Rock with You” (z Off the Wall Michaela Jacksona)
5. „Show You the Way to Go”
6. „Lovely One”
7. „We’re Here to Entertain You” (Video Interlude)
8. „Good Times”
9. „Lookin’ Through the Windows”
10. „Time Waits for No One”
11. „Heaven Knows I Love You, Girl”
12. „Push Me Away”
13. „Man of War”
14. „Gone Too Soon” (z Dangerous Michaela Jacksona)
15. Medley: „I Want You Back” / „ABC” / „The Love You Save” / „Never Can Say Goodbye”
16. „All I Do Is Think Of You”
17. „I’ll Be There”
18. „Dynamite” (z Dynamite Jermaine Jacksona)
19. „Let’s Get Serious” (z Let’s Get Serious Jermaine Jacksona, zastąpiona przez „When the Rain Begins to Fall” dla europejskiego odcinka trasy.)
20. „Do What You Do” (z Dynamite Jermaine Jacksona, pominięta dla europejskiego odcinka trasy)
21. „Can't Let Her Get Away” (z Dangerous Michaela Jacksona)
22. „This Place Hotel”

Bis
1. ”Wanna Be Startin’ Somethin’” (z Thriller Michaela Jacksona)
2. „Don’t Stop ’Til You Get Enough” (z Off the Wall Michaela Jacksona)
3. „Shake Your Body (Down to the Ground)”

## Daty koncertów
| Data                 | Miasto           | Państwo                      | Miejsce                                    |
| -------------------- | ---------------- | ---------------------------- | ------------------------------------------ |
| Ameryka Północna     |                  |                              |                                            |
| 20 czerwca 2012      | Rama             | Kanada                       | Casino Rama Entertainment Centre           |
| 22 czerwca 2012      | Merrillville     | Stany Zjednoczone            | Star Plaza Theatre                         |
| 23 czerwca 2012      | Detroit          | Stany Zjednoczone            | Fox Theatre                                |
| 28 czerwca 2012      | Nowy Jork        | Stany Zjednoczone            | Apollo Theater                             |
| 29 czerwca 2012      | Atlantic City    | Stany Zjednoczone            | Borgata Event Center                       |
| 30 czerwca 2012      | Englewood        | Stany Zjednoczone            | Bergen Performing Arts Center              |
| 1 lipca 2012         | Baltimore        | Stany Zjednoczone            | Modell Performing Arts Center              |
| 8 lipca 2012         | Atlanta          | Stany Zjednoczone            | Chastain Park Amphitheater                 |
| 17 lipca 2012        | Albuquerque      | Stany Zjednoczone            | The Pavilion                               |
| 18 lipca 2012        | Phoenix          | Stany Zjednoczone            | Comerica Theatre                           |
| 20 lipca 2012        | North Las Vegas  | Stany Zjednoczone            | Cannery Casino and Hotel                   |
| 21 lipca 2012        | Valley Center    | Stany Zjednoczone            | Open Sky Theater                           |
| 22 lipca 2012        | Los Angeles      | Stany Zjednoczone            | Greek Theatre                              |
| 27 lipca 2012        | Saratoga         | Stany Zjednoczone            | Mountain Winery Amphitheatre               |
| 28 lipca 2012        | Lincoln City     | Stany Zjednoczone            | Chinook Winds Showroom                     |
| 29 lipca 2012        | Snoqualmie       | Stany Zjednoczone            | Mountain View Plaza                        |
| 11 sierpnia 2012     | Nowy Jork        | Stany Zjednoczone            | Coney Island                               |
| 31 sierpnia 2012     | Cabazon          | Stany Zjednoczone            | Morongo Casino                             |
| 12 października 2012 | Richmond         | Kanada                       | River Rock Show Theatre                    |
| 19 października 2012 | Waszyngton, D.C. | Stany Zjednoczone            | Howard Theatre                             |
| 20 października 2012 | Biloxi           | Stany Zjednoczone            | Beau Rivage                                |
| Europa               |                  |                              |                                            |
| 8 listopada 2012     | Antwerpia        | Belgia                       | Sportpaleis                                |
| 9 listopada 2012     | Antwerpia        | Belgia                       | Sportpaleis                                |
| 10 listopada 2012    | Antwerpia        | Belgia                       | Sportpaleis                                |
| 16 listopada 2012    | Antwerpia        | Belgia                       | Sportpaleis                                |
| 17 listopada 2012    | Antwerpia        | Belgia                       | Sportpaleis                                |
| 23 listopada 2012    | Rotterdam        | Holandia                     | Rotterdam Ahoy                             |
| 24 listopada 2012    | Rotterdam        | Holandia                     | Rotterdam Ahoy                             |
| 25 listopada 2012    | Rotterdam        | Holandia                     | Rotterdam Ahoy                             |
| 26 listopada 2012    | Rotterdam        | Holandia                     | Rotterdam Ahoy                             |
| 27 listopada 2012    | Rotterdam        | Holandia                     | Rotterdam Ahoy                             |
| Azja                 |                  |                              |                                            |
| 30 listopada 2012    | Abu Zabi         | Zjednoczone Emiraty Arabskie | du Arena                                   |
| 6 grudnia 2012       | Tokio            | Japonia                      | Tokyo International Forum                  |
| 7 grudnia 2012       | Tokio            | Japonia                      | Tokyo International Forum                  |
| 9 grudnia 2012       | Osaka            | Japonia                      | OICC Event Hall                            |
| 12 grudnia 2012      | Seri Kembangan   | Malezja                      | Palace of the Golden Horses Royal Ballroom |
| 13 grudnia 2012      | Kuala Lumpur     | Malezja                      | Stadium Negara                             |
| 15 grudnia 2012      | Kallang          | Singapur                     | Singapore Indoor Stadium                   |
| Europa               |                  |                              |                                            |
| 5 lutego 2013        | Dortmund         | Niemcy                       | Westfalenhallen                            |
| 6 lutego 2013        | Frankfurt        | Niemcy                       | Jahrhunderthalle                           |
| 9 lutego 2013        | Wiedeń           | Austria                      | Wiener Stadthalle                          |
| 11 lutego 2013       | Rzym             | Włochy                       | Atlántico Live                             |
| 12 lutego 2013       | Mediolan         | Włochy                       | Discoteca Alcatraz Milano                  |
| 17 lutego 2013       | Ulm              | Niemcy                       | Ratiopharm Arena                           |
| 18 lutego 2013       | Berlin           | Niemcy                       | Tempodrom                                  |
| 20 lutego 2013       | Kopenhaga        | Dania                        | Falkoner Teatret                           |
| 21 lutego 2013       | Oslo             | Norwegia                     | Oslo Spektrum                              |
| 22 lutego 2013       | Sztokholm        | Szwecja                      | Stockholm Waterfront Congress Centre       |
| 24 lutego 2013       | Helsinki         | Finlandia                    | Hartwall Arena                             |
| 26 lutego 2013       | Birmingham       | Anglia                       | NIA Academy                                |
| 27 lutego 2013       | Manchester       | Anglia                       | O2 Apollo Manchester                       |
| 28 lutego 2013       | Glasgow          | Szkocja                      | Clyde Auditorium                           |
| 2 marca 2013         | Bournemouth      | Anglia                       | Pavilion Theatre                           |
| 3 marca 2013         | Londyn           | Anglia                       | Hammersmith Apollo                         |
| 5 marca 2013         | Monachium        | Niemcy                       | Olympiahalle                               |
| 6 marca 2013         | Antwerpia        | Belgia                       | Lotto Arena                                |
| 7 marca 2013         | Amsterdam        | Holandia                     | Heineken Music Hall                        |
| 10 marca 2013        | Düsseldorf       | Niemcy                       | Mitsubishi Electric Halle                  |
| Oceania              |                  |                              |                                            |
| 14 marca 2013        | Perth            | Australia                    | Perth Arena                                |
| 16 marca 2013        | Sydney           | Australia                    | Sydney Entertainment Centre                |
| 17 marca 2013        | Wollongong       | Australia                    | WIN Entertainment Centre                   |
| 19 marca 2013        | Melbourne        | Australia                    | The Plenary                                |
| 21 marca 2013        | Newcastle        | Australia                    | Newcastle Civic Theatre                    |
| 24 marca 2013        | Brisbane         | Australia                    | Riverstage                                 |
| 26 marca 2013        | Auckland         | Nowa Zelandia                | Vector Arena                               |
| Afryka               |                  |                              |                                            |
| 28 maja 2013         | Rabat            | Maroko                       | OLM Souissi                                |
| Ameryka Północna     |                  |                              |                                            |
| 30 czerwca 2013      | Los Angeles      | Stany Zjednoczone            | Staples Center                             |
| 25 lipca 2013        | New Brunswick    | Stany Zjednoczone            | State Theatre                              |
| 26 lipca 2013        | Westbury         | Stany Zjednoczone            | NYCB Theatre at Westbury                   |
| 27 lipca 2013        | Atlantic City    | Stany Zjednoczone            | Borgata Music Box                          |

Festiwale i inne różne wydarzenia
1. ↑  Ten koncert był częścią „Seaside Summer Concert”[2]
2. 1 2 3 4 5 6 7 8 9 10  Ten koncert był częścią „Night of the Proms”[3]

Odwołane koncerty
| Data            | Miasto          | Państwo           | Miejsce                          |
| --------------- | --------------- | ----------------- | -------------------------------- |
| 18 czerwca 2012 | Louisville      | Stany Zjednoczone | The Louisville Palace            |
| 19 czerwca 2012 | Cincinnati      | Stany Zjednoczone | Riverbend Music Center           |
| 24 czerwca 2012 | Kettering       | Stany Zjednoczone | Fraze Pavilion                   |
| 26 czerwca 2012 | Cleveland       | Stany Zjednoczone | Jacobs Pavilion at Nautica       |
| 3 lipca 2012    | Waszyngton, D.C | Stany Zjednoczone | DAR Constitution Hall            |
| 6 lipca 2012    | Raleigh         | Stany Zjednoczone | Time Warner Cable Music Pavilion |
| 7 lipca 2012    | Charlotte       | Stany Zjednoczone | Verizon Wireless Amphitheatre    |
| 10 lipca 2012   | Nashville       | Stany Zjednoczone | Ryman Auditorium                 |
| 11 lipca 2012   | St. Louis       | Stany Zjednoczone | Teatr „Fox”                      |
| 13 lipca 2012   | Grand Prairie   | Stany Zjednoczone | Verizon Theatre at Grand Prairie |
| 14 lipca 2012   | Houston         | Stany Zjednoczone | Bayou Music Center               |

## Personel

### Wykonawcy
Muzycy:
- Jermaine Jackson: wokal
- Tito Jackson: wokal; gitara
- Marlon Jackson: wokal
- Jackie Jackson: wokal
- Tommy Organ: gitara
- Brandon Brown: bas
- Kyle Bolden: gitara
- Rex Salas: keyboard/md
- Stacey Lamont Sydnor: perkusja
- Chad Wright: bębny
- Kenneth KT Townsend: keyboard

Tancerze:
- La Toya Jackson (tylko „Shake Your Body (Down to the Ground)”)

### Box office
| Miejsce       | Miasto      | Bilety sprzedane / dostępne | Przychód brutto |
| ------------- | ----------- | --------------------------- | --------------- |
| Greek Theatre | Los Angeles | 4,511 / 5,774 (78%)         | $182,163        |